# 다카스촌 (히로시마현)
다카스촌(일본어: 高須村)은 일본 히로시마현 누마쿠마군에 있던 촌이다. 현재의 오노미치시의 일부에 해당한다. 